# Osnabrück
Osnabrück (dolnoniem. Ossenbrügge) – miasto na prawach powiatu w Niemczech, w kraju związkowym Dolna Saksonia, położone w północno-zachodniej części kraju, nad rzeką Hase w regionie Osnabrücker Land, między północną częścią Lasu Teutoburskiego i gór Wiehengebirge, ok. 80 km na północ od Dortmundu, ok. 45 km od Münster i ok. 100 na zachód od Hanoweru. Miasto jest siedzibą powiatu Osnabrück, do którego jednak nie należy. W 2023 roku miasto liczyło ok. 166,6 tys. mieszkańców.

## Toponimika nazwy
Jest kilka interpretacji nazwy Osnabrück i jej pochodzenia. Pierwsza część „Osna-” może wiązać się z dolnoniemieckim „Osse” (wół), lub „Hase” – nazwą rzeki przepływającej przez historyczną część miasta. Może mieć też związek ze starą nazwą Lasu Teutoburskiego Osning. Druga część nazwy miasta – „Brück” oznacza most.

## Podział administracyjny
Miasto składa się z 23 dzielnic (Stadtteil).

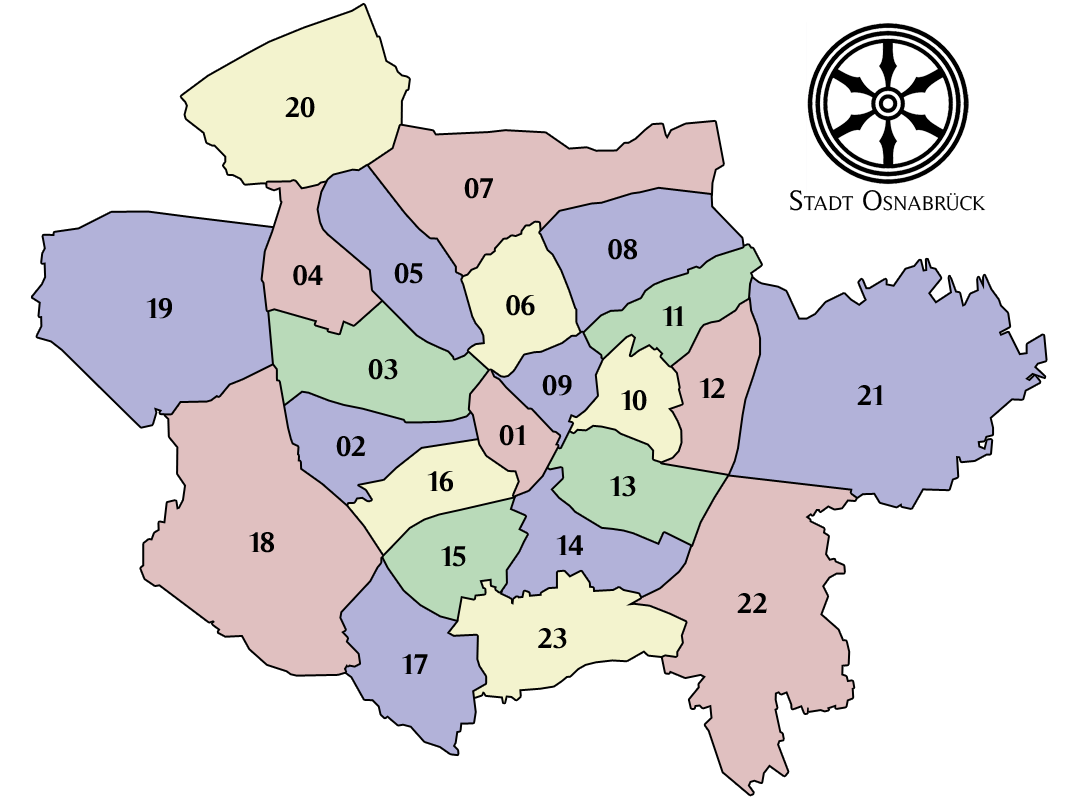
Mapa administracyjna miasta

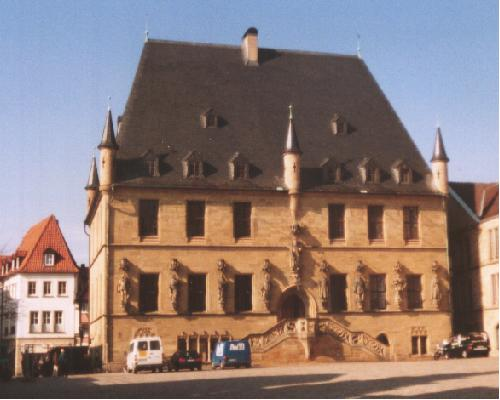
Ratusz

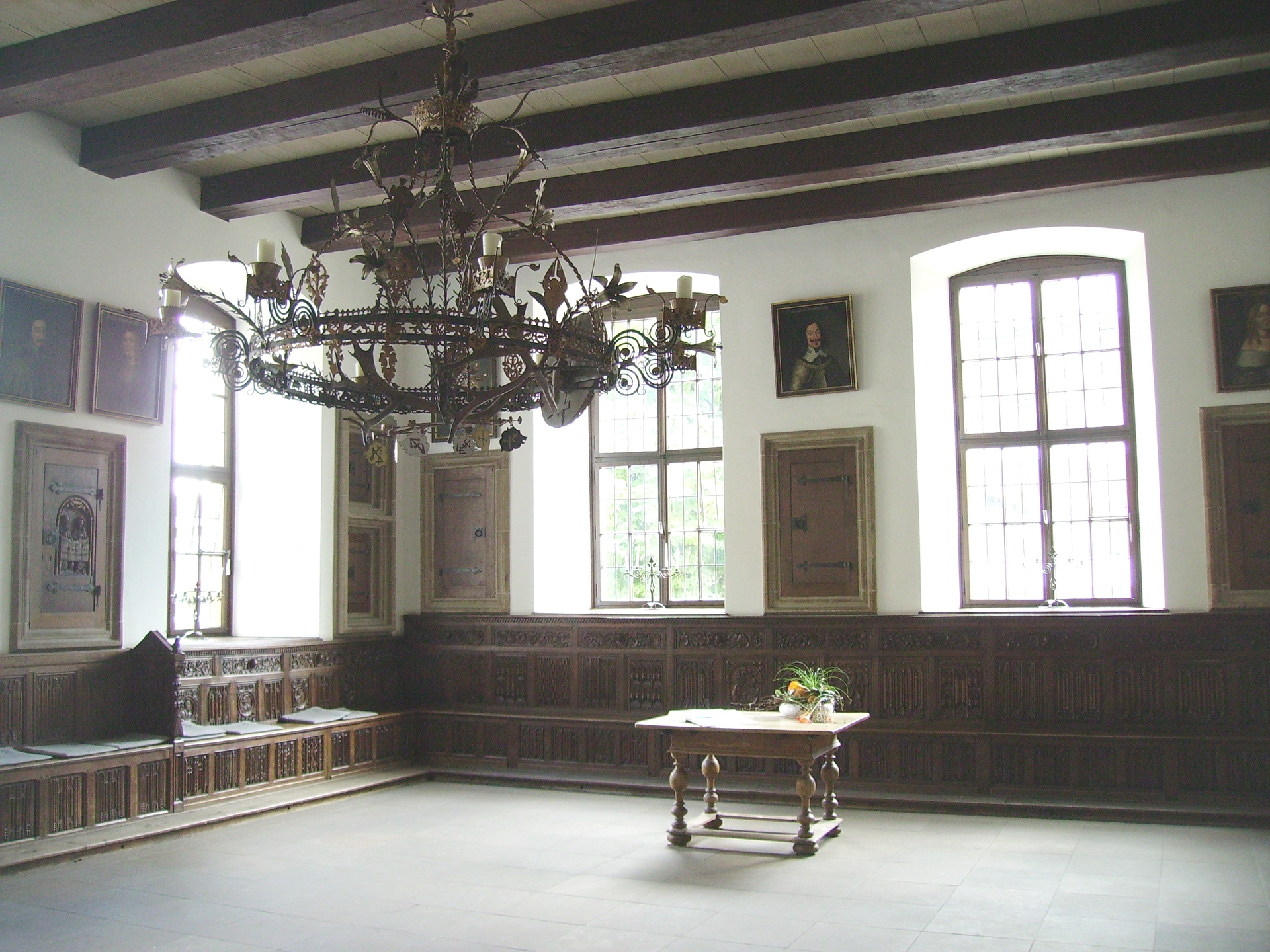
Sala Pokoju w ratuszu

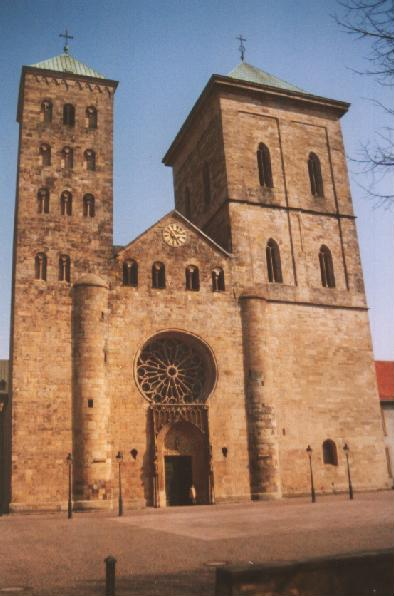
Katedra św. Piotra w Osnabrücku

| | | |
| - 01 Innenstadt - 02 Weststadt - 03 Westerberg - 04 Eversburg - 05 Hafen - 06 Sonnenhügel - 07 Haste - 08 Dodesheide | - 09 Gartlage - 10 Schinkel - 11 Widukindland - 12 Schinkel-Ost - 13 Fledder - 14 Schölerberg - 15 Kalkhügel - 16 Wüste | - 17 Sutthausen - 18 Hellern - 19 Atter - 20 Pye - 21 Darum-Gretesch-Lüstringen - 22 Voxtrup - 23 Nahne |

## Gospodarka
W mieście rozwinął się przemysł metalowy, maszynowy, samochodowy, elektrotechniczny, papierniczy, włókienniczy oraz spożywczy.

## Historia
Początki dziejów miasta Osnabrück sięgają VII wieku. Około roku 780 powstała osada na terenie dzisiejszego rynku i kościoła katedralnego. Założenie miasta wiąże się z Karolem Wielkim, królem, a następnie cesarzem Franków. Prawdopodobnie w roku 804 została założona przez tegoż władcę szkoła Gymnasium Carolinum, która była w tym czasie jedną z pierwszych tego rodzaju. Weryfikacja dokumentu i data zapisu budzi jednak dyskusje. Przed 803 miasto stało się siedzibą biskupstwa Osnabrücku, jednego z pierwszych na terenie Dolnej Saksonii.
W 889 król Arnulf z Karyntii nadał miejscowości szereg przywilejów handlowych, celnych oraz prawo bicia własnej monety. Osnabrück jako „miasto” jest wzmiankowane dopiero w ewidencji z 1147. Wkrótce potem, w 1157, cesarz Fryderyk I Barbarossa przyznał uprawnienie do budowy fortyfikacji (Befestigungsrecht). Do dzisiaj zachowały się fragmenty większości wież, które były częścią średniowiecznych umocnień. Od XII wieku Osnabrück stało się członkiem Hanzy, ponadto należało do Federacji Miast Westfalii.
W XVI wieku miasto było miejscem licznych procesów o czary. Największe nasilenie przypada pomiędzy latami 1561 i 1639. W roku 1582 za urzędu burmistrza Hammachera (1565–1588) zginęły 163 kobiety posądzone o czary, większość z nich spalono na stosie. Za urzędu burmistrza dr. Pelstera w latach 1636–1639 zginęło ponad 40 kobiet. W sumie w wyniku procesów o czary zginęło 276 kobiet i 2 mężczyzn.
W 1632 jezuici na bazie dawnego Gymnasium Carolinum założyli uniwersytet. Rok później został zamknięty przez Szwedów. W latach 1643–1648 w ratuszu były prowadzone negocjacje pokojowe pomiędzy katolickimi Habsburgami i protestanckimi Szwedami, kończące wojnę trzydziestoletnią. W pobliskim Münster Habsburgowie sygnowali zakończenie wojny z Francją. Pokój westfalski został podpisany 24 października 1648 w tutejszym ratuszu.
W XVII–XVIII wieku miasto wchodziło w skład Księstwa Brunszwik-Lüneburg. Przypadające na XIX wiek mediatyzacje objęły również Osnabrück.
Od 1803 r. miasto należało do Elektoratu Hanoweru, trzy lata później weszło w skład Prus. W 1807–1810 Osnabrück znalazł się w składzie Królestwa Westfalii, należącego do I Cesarstwa. Po zakończeniu wojen napoleońskich, od 1815 stało się częścią Królestwa Hanoweru. Po zakończeniu wojny prusko-austriackiej w 1866 miasto wcielono do Prus w skład prowincji Hanower. Podczas II wojny światowej uległo zniszczeniom w wyniku nalotów RAF-u. Od 1946 stało się częścią kraju związkowego Dolnej Saksonii.

## Zabytki
- Ratusz – późnogotycki, wzniesiony w latach 1487 i 1512, pełniący do dziś swoją dawną funkcję. Na elewacji wejściowej zespół późnogotyckich figur, wśród nich rzeźba Karola Wielkiego. Wewnątrz m.in. Izba Pokoju (Friedenssaal) – miejsce podpisania historycznego pokoju westfalskiego kończącego wojnę trzydziestoletnią.
- Katedra św. Piotra (Dom St. Peter) – romańska, rozbudowana w XVI wieku. Zabytkowy wystrój tworzą m.in. romański krucyfiks z 1220 r. i romańska chrzcielnica z 1230. Obok katedry skarbiec z cennymi zbiorami średniowiecznego złotnictwa.
- Kościół NMP (Marienkirche) – gotycki z XIV wieku.
- Bucksturm – najstarsza zachowana baszta, część miejskich obwarowań. W XVI w. stanowiła więzienie dla kobiet posądzonych o czary.

## Sport
- VfL Osnabrück – klub piłkarski

## Współpraca
Miejscowości partnerskie:
- Angers, Francja, od 1964
- Çanakkale, Turcja, od 2004
- Derby, Wielka Brytania, od 1976
- Evansville, USA, od 1991
- Gmünd in Kärnten, Austria, od 1971
- Greifswald, Meklemburgia-Pomorze Przednie, od 1988
- Haarlem, Holandia, od 1961
- Hefei, Chiny, od 2006
- Gwangmyeong, Korea, od 1997
- Olsztyn, Polska, od 2009
- Twer, Rosja, od 1991
- Vila Real, Portugalia, od 2005